# Liste der Biografien/Martin, C
Liste der Biografien |
Portal Biografien |
C Personensuche
# |
A |
B |
C |
D |
E |
F |
G |
H |
I |
J |
K |
L |
M |
N |
O |
P |
Q |
R |
S |
T |
U |
V |
W |
X |
Y |
Z |
?
 
Ma |
Mb |
Mc |
Md |
Me |
Mf |
Mg |
Mh |
Mi |
Mj |
Mk |
Ml |
Mm |
Mn |
Mo |
Mp |
Mq |
Mr |
Ms |
Mt |
Mu |
Mv |
Mw |
Mx |
My |
Mz
 
Maa |
Mab |
Mac |
Mad |
Mae |
Maf |
Mag |
Mah |
Mai |
Maj |
Mak |
Mal |
Mam |
Man |
Mao |
Map |
Maq |
Mar |
Mas |
Mat |
Mau |
Mav |
Maw |
Max |
May |
Maz
 
Mara |
Marb |
Marc |
Mard |
Mare |
Marf |
Marg |
Marh |
Mari |
Marj |
Mark |
Marl |
Marm |
Marn |
Maro |
Marp |
Marq |
Marr |
Mars |
Mart |
Maru |
Marv |
Marw |
Marx |
Mary |
Marz
 
Marta |
Marte |
Marth |
Marti |
Martj |
Martl |
Martm |
Martn |
Marto |
Martr |
Marts |
Martt |
Martu |
Martw |
Marty |
Martz
 
Martia |
Martic |
Martie |
Martig |
Martik |
Martil |
Martim |
Martin |
Martir |
Martis |
Martit |
Martiu |
Martiv
 
Martin, A |
Martin, B |
Martin, C |
Martin, D |
Martin, E |
Martin, F |
Martin, G |
Martin, H |
Martin, I |
Martin, J |
Martin, K |
Martin, L |
Martin, M |
Martin, N |
Martin, O |
Martin, P |
Martin, Q |
Martin, R |
Martin, S |
Martin, T |
Martin, U |
Martin, V |
Martin, W |
Martin, Z |
Martina |
Martinb |
Martinc |
Martind |
Martine |
Marting |
Martinh |
Martini |
Martinj |
Martink |
Martino |
Martinp |
Martins |
Martinu |
Martiny |
Martinz
Die Liste der Biografien führt alle Personen auf, die in der deutschsprachigen Wikipedia einen Artikel haben. Dieses ist eine Teilliste mit 58 Einträgen von Personen, deren Namen mit den Buchstaben „Martin, C“ beginnt.

## Martin, C

### Martin, Ca
- Martin, Caleb (* 1995), US-amerikanischer BasketballspielerCaleb Martin (* 1995)

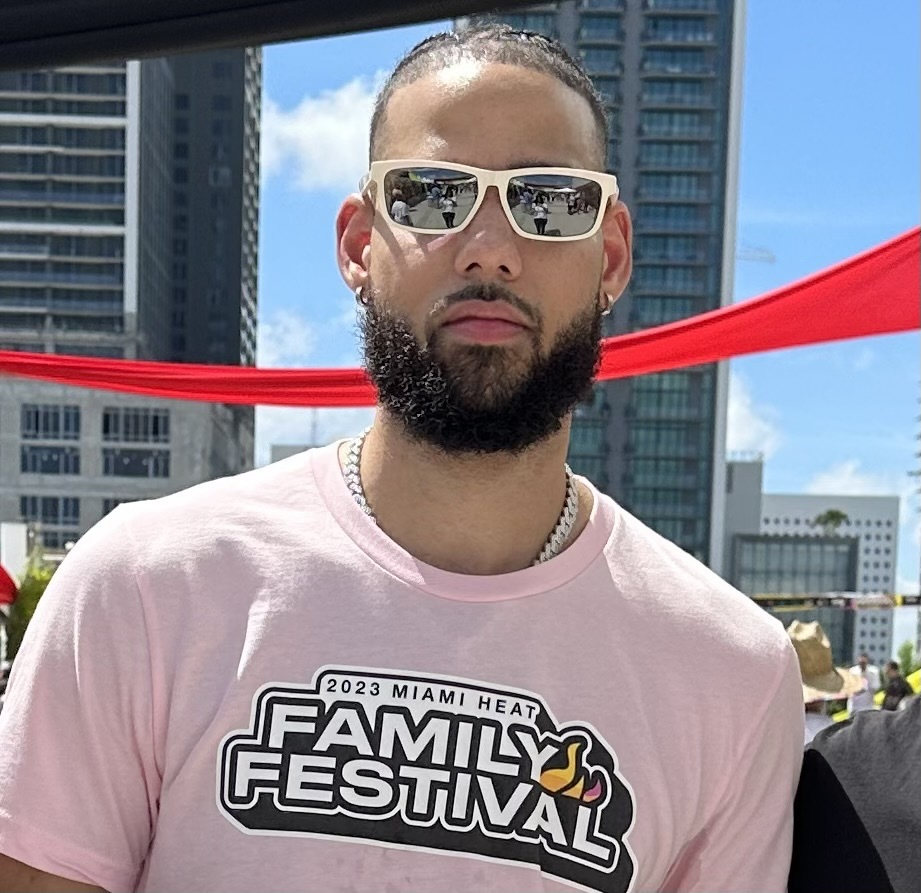
Caleb Martin (* 1995)

- Martin, Camilla (* 1974), dänische Badmintonspielerin
- Martin, Campbell (* 1960), schottischer Politiker
- Martin, Carl (1845–1907), deutscher Rechtswissenschaftler, Oberlandesgerichtspräsident
- Martín, Carmen (* 1988), spanische Handballspielerin
- Martin, Carmi (* 1963), philippinische Schauspielerin
- Martin, Carol (* 1948), kanadische Diskuswerferin, Kugelstoßerin und Speerwerferin
- Martin, Catherine (* 1965), australische Szenen- und Kostümbildnerin sowie Filmproduzentin
- Martin, Catherine (* 1972), irische Politikerin
- Martin, Cathie (* 1955), britische Pflanzengenetikerin

### Martin, Ce
- Martin, Celina (* 1997), kanadische Schauspielerin
- Martin, Celine (1869–1959), französische Nonne im Orden der Unbeschuhten Karmelitinnen
- Martín, César (* 1977), spanischer Fußballspieler

### Martin, Ch
- Martin, Charles (1856–1917), US-amerikanischer Politiker
- Martin, Charles (1863–1946), US-amerikanischer Politiker und der 21. Gouverneur von Oregon (1935–1939)
- Martin, Charles (1913–1998), britischer Autorennfahrer
- Martin, Charles (* 1986), US-amerikanischer Boxer
- Martin, Charles D. (1829–1911), US-amerikanischer Politiker
- Martin, Charles Douglas (1873–1942), afro-amerikanischer Geistlicher und Menschenrechtsaktivist
- Martin, Charles H. (1848–1931), US-amerikanischer Politiker
- Martin, Charles James (1866–1955), britischer Physiologe
- Martin, Charlie (* 1972), deutscher Zauberkünstler, Moderator und Entertainer
- Martin, Charlie (* 1981), britische Automobilrennfahrerin
- Martin, Charlotte (* 1976), US-amerikanische Sängerin und Songschreiberin
- Martin, Chink (1889–1981), US-amerikanischer Musiker (Bass, Tuba) des New Orleans und des Chicago Jazz
- Martin, Chris (* 1977), britischer Sänger und MusikerChris Martin (* 1977)

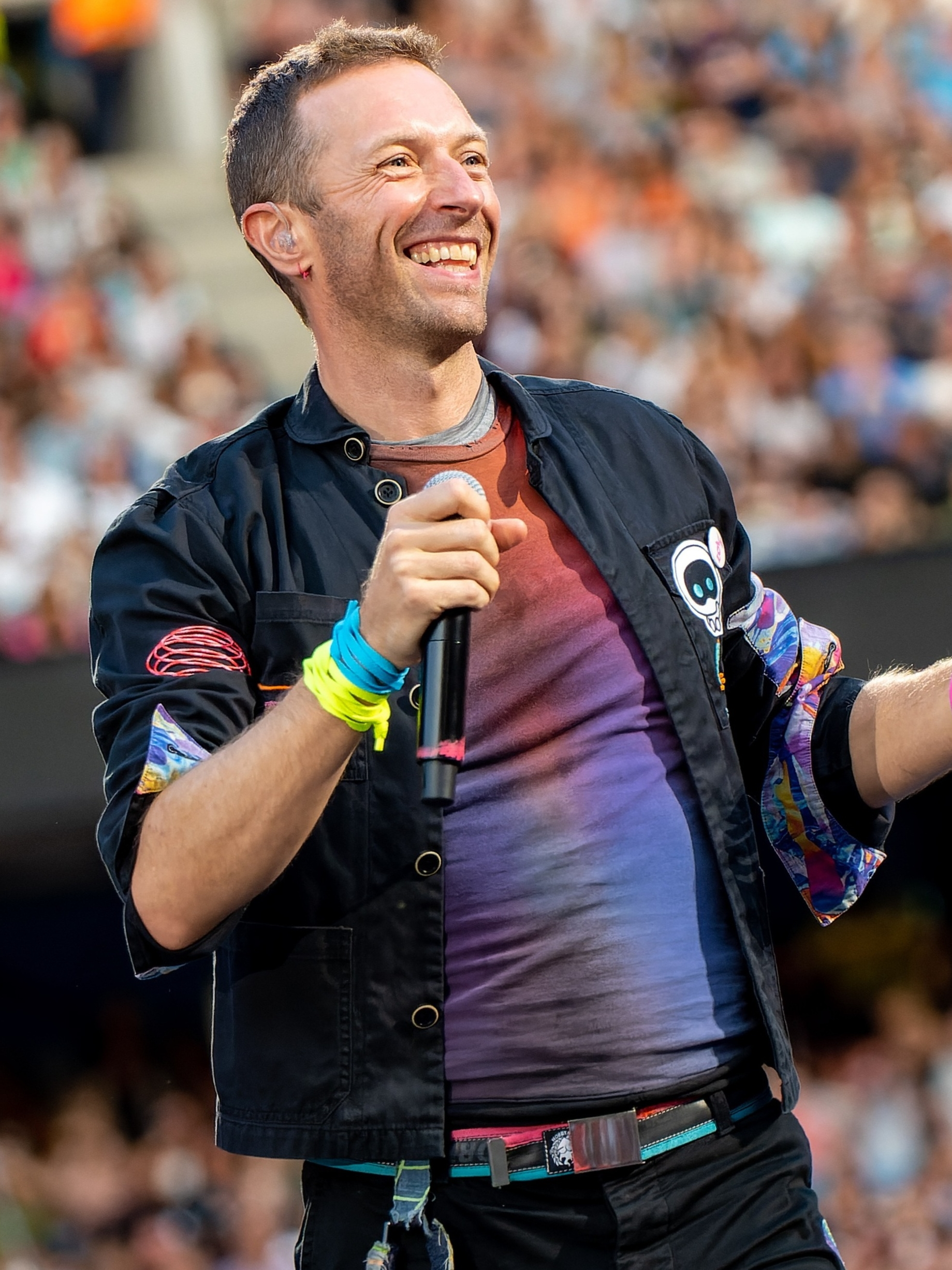
Chris Martin (* 1977)

- Martin, Chris (* 1988), schottischer Fußballspieler
- Martin, Chris William (* 1975), kanadischer Schauspieler
- Martin, Chris-Pin (1893–1953), US-amerikanischer Filmschauspieler
- Martin, Christian (* 1950), deutscher Dramatiker, Hörspiel- und Märchenautor
- Martin, Christian (* 1955), französischer Tischtennisspieler
- Martin, Christian (* 1980), deutscher Philosoph
- Martin, Christian, deutscher Politikwissenschaftler und Professor der Politikwissenschaft an der Christian-Albrechts-Universität zu Kiel
- Martin, Christian Fredrik (* 1971), norwegischer Filmproduzent
- Martin, Christian Friedrich (1796–1873), US-amerikanischer Gitarrenbauer
- Martin, Christian Ludwig (1890–1967), österreichischer Maler und Radierer
- Martin, Christoph (1772–1857), deutscher Jurist und Hochschullehrer
- Martin, Christoph (1874–1958), chilenischer Mediziner
- Martin, Chuck (* 1967), US-amerikanischer Freestyle-Skisportler

### Martin, Cl
- Martin, Claire (* 1967), britische Jazz-Sängerin
- Martin, Clare (* 1952), australischei Politikerin, Chief Minister des Northern Territory
- Martin, Clarence D. (1887–1955), US-amerikanischer Politiker
- Martin, Claude (1930–2017), französischer Ruderer
- Martin, Claude (* 1944), französischer Botschafter in Deutschland und China
- Martin, Claude (* 1945), Schweizer Biologe und Umweltschützer
- Martin, Claudia (* 1970), deutsche Politikerin (CDU, AfD), MdL
- Martin, Claudia (* 1978), Schweizer Politikerin (SVP)
- Martin, Claus (* 1967), deutscher Regisseur, Librettist und Musicalkomponist
- Martin, Clay (* 1975), US-amerikanischer Schiedsrichter im American Football
- Martin, Clemens (1875–1945), deutscher römisch-katholischer Ordensbruder, Missionar vom Kostbaren Blut und Märtyrer
- Martin, Clément-Auguste (1902–1991), französischer Autorennfahrer

### Martin, Co
- Martin, Colin (1906–1995), Schweizer Jurist und Numismatiker
- Martin, Collin (* 1994), US-amerikanischer Fußballspieler
- Martin, Conrad (* 1982), kanadischer Eishockeyspieler
- Martin, Corey J., US-amerikanischer Offizier, Generalmajor der US Air Force

### Martin, Cu
- Martin, Curly († 2023), US-amerikanischer Jazzmusiker (Schlagzeug)
- Martin, Curtis (* 1973), US-amerikanischer American-Football-Spieler

### Martin, Cy
- Martin, Cyril (1918–1983), englischer Fußballspieler